# Krišjānis Valdemārs
Krišjānis Valdemārs (i ældre tyske kilder også Christian Waldemar; 2. december 1825 ved Vecjunkuri i Ārlavas pagasts i Guvernement Kurland – 7. december 1891 i Moskva i Russiske Kejserrige) var en lettisk forfatter, redaktør, pædagog, politiker, leksikograf, folklorist og økonom, og den åndelige leder af den første Lettiske Nationale Opvågning og det mest prominente medlem af Unge Letter-bevægelsen.